# 三歧新园蛛
三歧新园蛛（学名：Neoscona triramusa）为园蛛科新园蛛属的动物。在中国大陆，分布于湖北、云南等地。该物种的模式产地在湖北、云南。